# X Congresso panucraino dei Soviet
Il Decimo Congresso panucraino dei Soviet dei deputati degli operai, dei braccianti e dei soldati dell'Armata Rossa si tenne a Charkiv dal 6 al 13 aprile 1927.